# Золотий кинджал для нехудожніх творів
Золотий кинджал для нехудожніх творів (англ. CWA Gold Dagger for Non-Fiction) — літературна премія, яку присуджує британська Асоціація письменників детективного жанру за найкращий у році нехудожній твір детективної літератури. Премія була запроваджена з 1978 року.

## Переможці
1970-і роки
- 1978 — The Mystery of the Princes (Таємниця принців), Audrey Williamson[en] (Одрі Вільямсон)
- 1979 — Rachman (Рахман), Shirley Green (Ширлі Грін)

1980--і роки
- 1980 — Conspiracy (Конспірація), Anthony Summers[en] (Ентоні Саммерс)
- 1981 — Prisoner Without a Name (В'язень без імені), Якобо Тімерман (Jacobo Timerman)
- 1982 — Earth to Earth (Земля до Землі), John Cornwell[en] (Джон Корнвелл)
- 1983 — Double Dealer: How Five Art Dealers, Four Policemen, Three Picture Restorers, Two Auction Houses and a Journalist Plotted to Recover Some of the World's Most Beautiful Stolen Paintings (Подвійний торговець: як п'ять арт-дилерів, четверо поліцейських, три реставратори картин, два аукціонні будинки та журналіст планували повернути деякі з найкрасивіших викрадених картин світу), Peter Watson[en] (Пітер Вотсон)
- 1984 — In God's Name (В ім'я бога), David Yallop[en] (Девід Яллоп)
- 1985 — Killing for Company (Вбивства для компанії), Brian Masters[en] (Браян Мастерс)
- 1986 — Evil Angels (Злі янголи), John Bryson[en] (Джон Брайсон)
- 1987 — Perfect Murder (Чудове вбивство), Bernard Taylor[en] (Бернард Тейлор) та Stephen Knight[en] (Стівен Найт)
- 1988 — The Secret Lives of Trebitsch Lincoln (Таємне життя Требіча Лінкольна), Bernard Wasserstein[en] (Бернард Вассерстейн)
- 1989 — A Gathering of Saints: A True Story of Money, Murder and Deceit (Збір святих: правдива історія грошей, вбивств і обману), Robert Lindsey[en] (Роберт Ліндсі)

1990-і роки
- 1990 — The Passing of Starr Faithfull (Смерть Старра Фейтфулла), Jonathan Goodman (Джонатан Гудмен)
- 1991 — Giordano Bruno and the Embassy Affair (Джордано Бруно і посольська справа), John Bossy[en] (Джон Боссі)
- 1992 — The Reckoning (Розрахунок), Charles Nicholl[en] (Чарлз Ніколл)
- 1993 — Murder in the Heart (Вбивство в серці), Alexandra Artley (Александра Ортлі)
- 1994 — Criminal Shadows: Inside the Mind of the Serial Killer[en] (Злочинні тіні: у свідомості серійного вбивці), David Canter[en] (Девід Кантер)
- 1995 — Dead Not Buried (Мертві не поховані), Martin Beales (Мартін Білс)
- 1996 — The Gunpowder Plot (Порохова змова), Antonia Fraser[en] (Антонія Фрезер)
- 1997 — The Jigsaw Man (The Remarkable Career of Britain's Foremost Criminal Psychologist) (Людина-головоломка. Видатна кар'єра найкращого британського кримінального психолога), Paul Britton (Пол Бріттон)
- 1998 — Cries Unheard: Why Children Kill — The Story of Mary Bell (Нечуваний крик: Чому діти вбивають — історія Мері Белл), Гітта Серені (Gitta Sereny)
- 1999 — The Case of Stephen Lawrence (Справа Стефена Ловренса), Brian Cathcart[en] (Браян Кеткерт)

2000-і роки
- 2000 — Mr. Blue: Memoirs of a Renegade (Містер Блю: мемуари ренегата), Edward Bunker[en] (Едвард Банкер)
- 2001 — The Infiltrators: the First Inside Account of Life Deep Undercover with Scotland Yard's Most Secret Unit (Інфільтратори: перша внутрішня розповідь про життя під прикриттям з найсекретнішого підрозділу Скотланд-Ярду), Philip Etienne and Martin Maynard with Tony Thompson (Філіп Етьєнн, Мартін Мейнард і Тоні Томпсон
- 2002 — Dead Man's Wages: the secrets of a London conman and his family (Заробітна плата мерця: таємниці лондонського шахрая та його родини), Lillian Pizzichini (Ліліан Піццічіні)
- 2003 — Pointing from the Grave: a True Story of Murder and DNA (Вказуючи з могили: правдива історія вбивства та ДНК), Samantha Weinberg[en] (Саманта Вейнберг)
- 2004 — Cosa Nostra: A History of the Sicilian Mafia (Коза ностра: Історія сицилійської мафії), John Dickie[en] (Джон Дікі)
- 2005 — On The Run: a Mafia childhood (На ходу: дитинство мафії), Gregg and Gina Hill (Грегг і Джина Гілл)
- 2006 — The Dagenham Murder: The Brutal Killing of PC George Clark, 1846 (Вбивство в Дагенхемі: жорстоке вбивство Джорджа Кларка, 1846 рік), Linda Rhodes, Lee Shelden, and Kathryn Abnett (Лінда Родес, Лі Шелден і Кетрін Ебнетт)
- 2007 — Не було нагороджених. Було вирішено, що премію будуть присуджувати раз на два роки.
- 2008 — Nationality: Wog - The Hounding of David Oluwale (Національність: вог —переслідування Девіда Олувале), Kester Aspden (Кестер Еспден)
- 2009 — Не було нагороджених.

2010-і роки
- 2010 — Aftermath: The Omagh Bombing & the Families’ Pursuit of Justice (Наслідки: вибух в Омахі та прагнення сімей до справедливості), Ruth Dudley Edwards[en] (Рут Дадлі Едвардс)
- 2011 — The Killer of Little Shepherds (Вбивця маленьких Шепардів), Douglas Starr (Дуглас Старр)
- 2012 — The Eleventh Day (Одинадцятий день), Anthony Summers[en] & Robbyn Swan[en] (Ентоні Саммерс і Роббін Сван)
- 2013 — Midnight in Peking (Північ у Пекіні), Paul French[en] (Пол Френч)
- 2014 — The Siege (Облога) Adrian Levy[en] & Cathy Scott-Clark[en] (Едріан Леві та Кеті Скотт-Кларк)
- 2015 — In Plain Sight: The Life and Lies of Jimmy Savile (На очах: життя і брехня Джиммі Севіла), Dan Davies[en] (Ден Девіс)
- 2016 — You Could Do Something Amazing With Your Life (You Are Raoul Moat) (Ви могли б зробити щось дивовижне зі своїм життям — ви тоді Рауль Моат), Andrew Hankinson (Ендрю Генкінсон)
- 2017 — Close but no Cigar: A true story of prison life in Castro's Cuba (Закрито но ніяких сигар: Правдива історія життя у в'язниці на Кубі Кастро), Stephen Purvis (Стефен Пурвіс)
- 2018 — Blood on the Page (Кров на сторінці), Thomas Harding[en] (Томас Гарлінг)
- 2019 — The Spy and the Traitor (Шпигун і зрадник), Ben Macintyre[en] (Бен Макінтайр)

2020
- 2020 — Furious Hours: Murder, Fraud and the Last Trial of Harper Lee (Люті години: вбивство, шахрайство та останній суд над Гарпер Лі), Casey Cep[en] (Кейсі Цеп)
- 2021 — Written in Bone (Написано на кістці), Sue Black (Сью Блек)
- 2022 — The Disappearance of Lydia Harvey: A True Story of Sex, Crime and the Meaning of Justice (Зникнення Лідії Гарві: правдива історія про секс, злочин і значення справедливості), Julia Laite (Джулія  Лайте)
- 2023 — Unlawful Killings: Life, Love and Murder: Trials at the Old Bailey (Незаконні вбивства: життя, кохання та вбивство: суди в Олд-Бейлі), Wendy Joseph (Венді Джозеф)